# LWL-Römermuseum Haltern am See
Das LWL-Römermuseum des Landschaftsverbands Westfalen-Lippe (LWL) in Haltern am See wurde 1993 eröffnet. Dort sind die bedeutendsten Funde aus allen Römerlagern entlang der Lippe (Lippia) ausgestellt. Das Römerlager Haltern war während der Feldzüge in Germania magna einer der wichtigsten Stützpunkte des Römischen Reiches. Zu Beginn des 1. Jahrhunderts n. Chr. waren hier mehr Legionäre stationiert als irgendwo sonst im römischen Reich.

## Geschichte des Museums
Im Jahre 1896 wurde in Münster die Altertumskommission für Westfalen gegründet, die sich unter der Leitung von Carl Schuchhardt mit der Siedlungsgeschichte der Römer in Westfalen-Lippe befasste. Diese hatten, ausgehend vom Stützpunkt Xanten am Rhein, die Lippe als Transportweg benutzt und entlang des Flusses Lager errichtet (Holsterhausen, Haltern, Beckinghausen, Oberaden, Anreppen).
Im Sommer 1899 fanden erstmals Erkundungsgrabungen am Annaberg in Haltern statt; man vermutete dort das Römerkastell Aliso. Nach ersten Funden wurden die Grabungen unter Leitung des Archäologen Friedrich Koepp intensiviert, so dass in den folgenden Jahren das später als Römerlager Haltern bezeichnete Legionslager freigelegt werden konnte. Am 1. Januar 1900 wurden unter der Regie des Vereins für Geschichte und Altertumskunde erste Funde in der alten Rektoratsschule ausgestellt. Mit Unterstützung Kaiser Wilhelms II., der 10.000 Reichsmark spendete, wurde dann in Haltern das erste Römisch-Germanische Museum am Kärntner Platz erbaut und 1907 eröffnet.

## Das neue Römermuseum

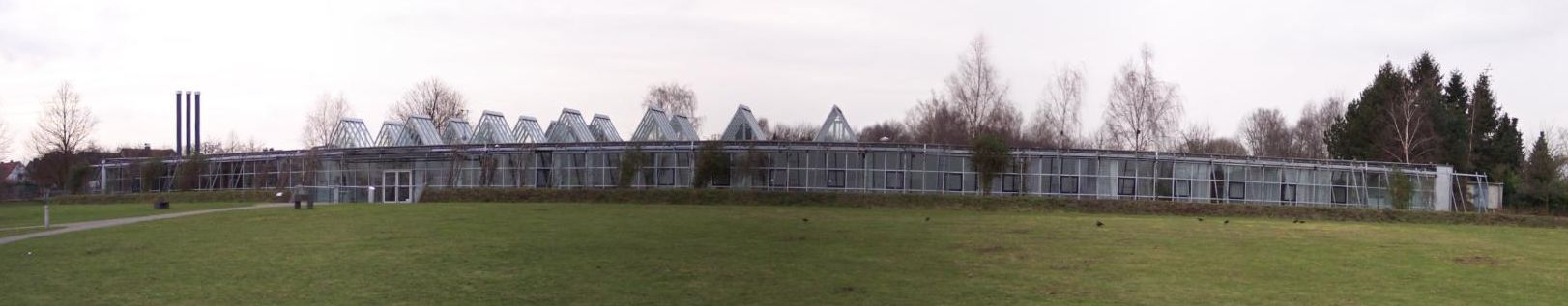
Außenansicht

Im Zweiten Weltkrieg wurde das Museum bei Luftangriffen zerstört. Das heutige Römermuseum mit seiner Ausstellungsfläche von 1000 Quadratmetern, wurde 1993 vom Landschaftsverband Westfalen-Lippe (LWL) an der B 58 auf dem Gelände des ehemaligen Feldlagers der Römer errichtet. Das Museum wird seit 1990 vom Verein der Freunde und Förderer des Westfälischen Römermuseums Haltern e. V. mit seinen über 220 Mitgliedern unterstützt.
Die relativ flache Architektur des Gebäudes ist mit ihren gläsernen „Zeltspitzen“ der Dachkonstruktion eines römischen Zeltlagers nachempfunden. Am Eingang des Museums ist ein Stück der Umfassung, ein rekonstruierter Erdwall mit dem davorliegenden Spitzgraben zu sehen, der an dieser Stelle dem Lager als Sicherung diente. Leiter des Museums ist der Archäologe Josef Mühlenbrock, die Leitung der Museumspädagogik hat Lisa Stratmann.

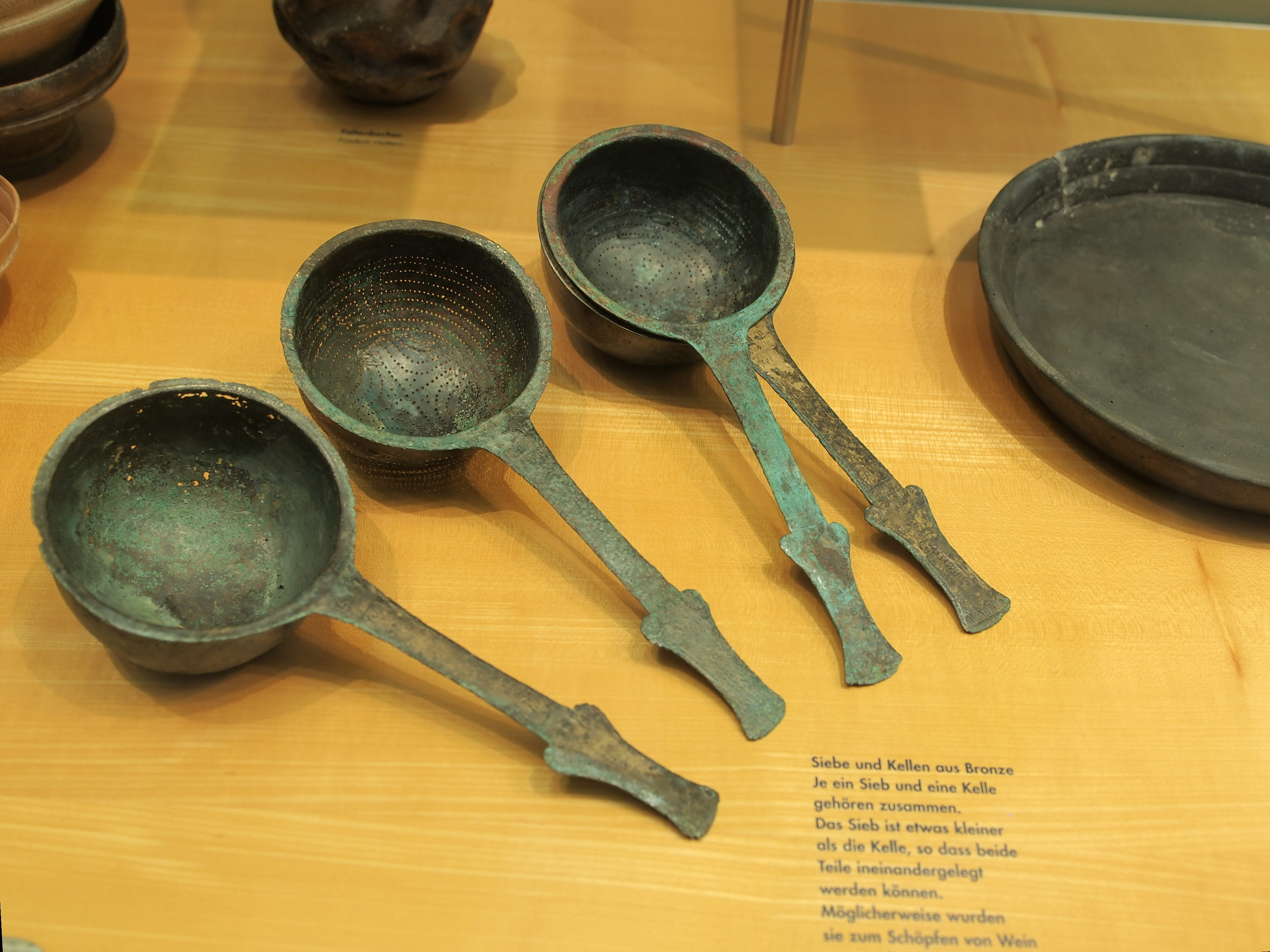
Siebe und Kellen

Im Museum sind alle Originalschriftzüge übersetzt, die Fundstücke werden eingeordnet. Die Exponate vermitteln einen Überblick vom täglichen Leben der Legionäre. Fundstücke verdeutlichen die Vielfalt des Handwerks. Dabei wird die Bedeutung der Lippe als Transportweg deutlich, auf der per Lastschiff die Versorgung der entfernten Lager möglich war, und die zugleich dem Handel diente.

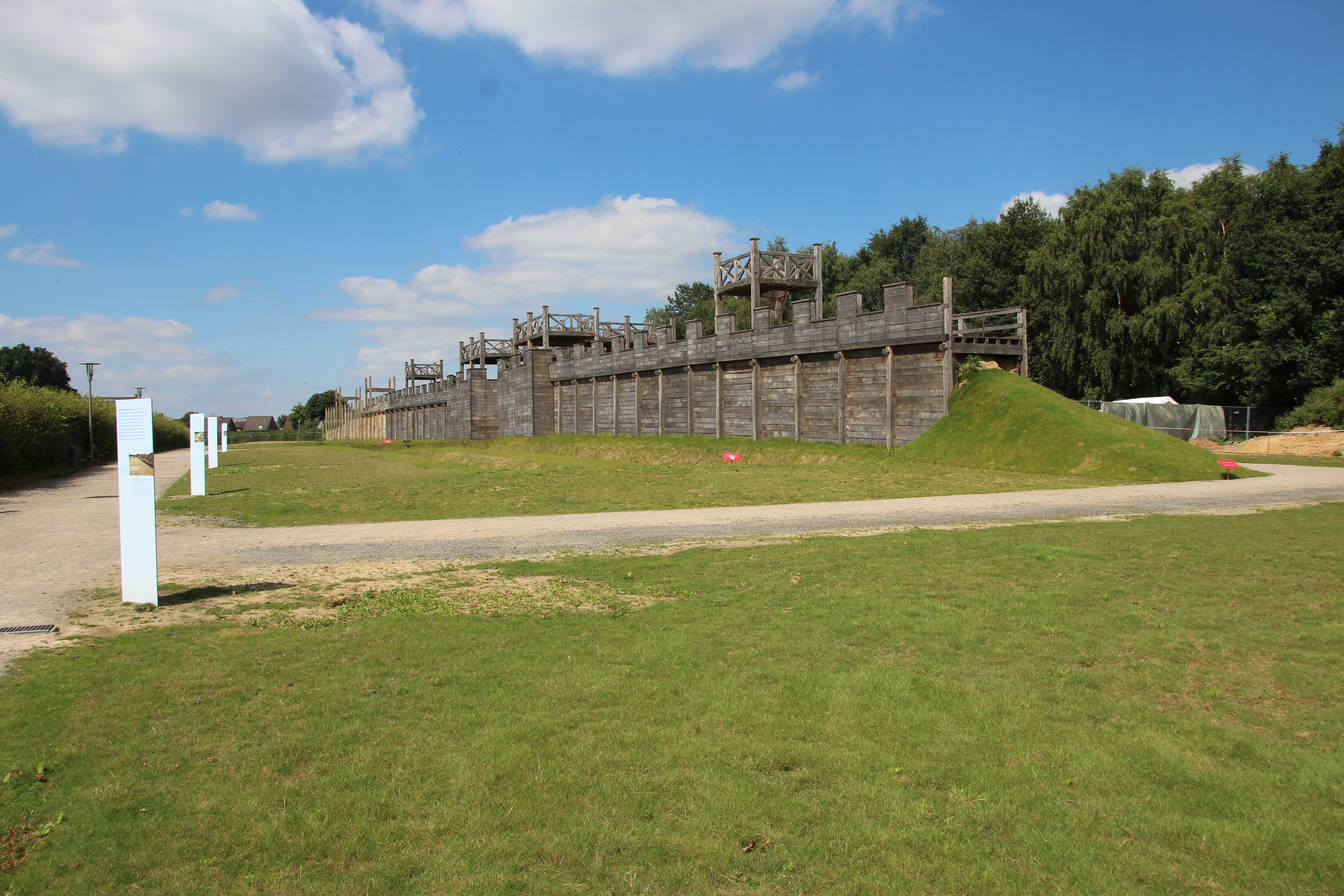
„Römerbaustelle“ mit hölzerner Befestigungsanlage, 2016

Ende Juni 2016 eröffnete der Landschaftsverband Westfalen-Lippe neben dem Museum die LWL-Römerbaustelle Aliso: Es entstand eine Rekonstruktion des Westtors des Hauptlagers sowie eine Holz-Erde-Mauer, Wehrtürme und vorgelagerte Spitzgräben.

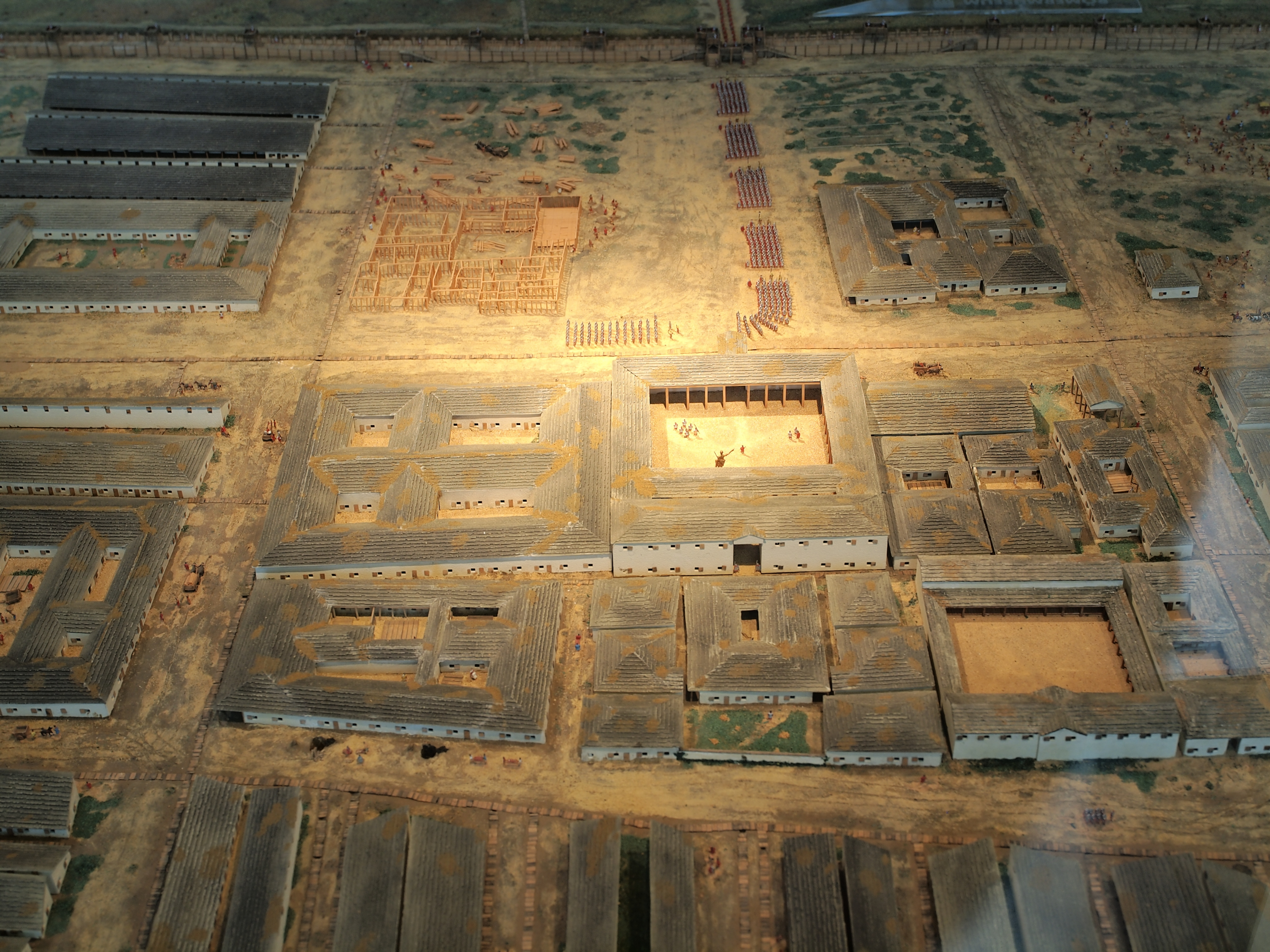
Modell des Lagers

Seit April 2010 präsentiert sich der Ausstellungsbereich in neuer Gestaltung, etwa mit rund 15.000 Playmobillegionären, die die drei römischen Legionen darstellen, die in der Varusschlacht unterlagen.
Besucher können mit dem Marschgepäck eines Soldaten durchs Museum wandern oder versuchen, mit dem Griffel Worte in das Wachs einer Schreibtafel zu ritzen. In einem rekonstruierten Lederzelt, das einst Unterkunft für sechs bis acht Legionäre war, kann man eine „Tagesschau“ aus dem Jahre 4 n. Chr. sehen, die über die „aktuellen“ Ereignisse in Rom und Germanien informiert. Im März 2022 entstand zur Eröffnung der archäologischen Landesausstellung NRW („Roms fließende Grenzen. Rom in Westfalen 2.0“) der erste Römer-Escape-Room in einem Wachhaus an der Römerbaustelle Aliso.
Im Museum finden regelmäßig Kammerkonzerte statt, die von der Halterner Kulturstiftung Masthoff veranstaltet werden.

## Themen-Ausstellungen

### Die letzten Stunden von Herculaneum
Vom 21. Mai bis zum 14. August 2005 wurde im Museum die Sonderausstellung Die letzten Stunden von Herculaneum gezeigt. Erstmals waren über 170 Exponate, die den Untergang der Stadt am Golf von Neapel im Jahre 79 n. Chr. thematisieren, in Deutschland zu sehen. So z. B. Skelette, verkohlte Lebensmittel, Wandmalereien, Skulpturen. Knapp 130.000 Besucher sahen die Ausstellung, die anschließend auch in Berlin und Bremen zu sehen war.

### Luxus und Dekadenz
Am 16. August 2007 wurde die Sonderausstellung Luxus und Dekadenz im Römermuseum eröffnet und war hier bis zum 25. November 2007 zu sehen. Die Ausstellung zeigte das unbeschwerte römische Leben der Oberschicht am Golf von Neapel anhand vieler Originalexponate aus dem Archäologischen Nationalmuseum Neapel und aus Pompeji. Die Ausstellung wurde gemeinsam mit dem Focke-Museum Bremen, dem Museum Het Valkhof in Nijmegen und der Archäologischen Staatssammlung in München organisiert und auch in Bremen, Nijmegen und München gezeigt.

### Imperium
Im Rahmen des Gedenkjahres 2000 Jahre Varusschlacht wurden an den Standorten Kalkriese, Detmold und Haltern die Epoche durch drei Ausstellungen (Imperium, Konflikt, Mythos) thematisiert. In Haltern fand zu diesem Anlass vom 16. Mai bis 11. Oktober 2009 die Themenausstellung Imperium im Römermuseum, sowie eine Sonderausstellung in der Seestadthalle (Mehrzweckhalle) statt, die aus diesem Anlass unter der Regie von Barbara Hähnel-Bökens (Architektin) in ein Museum umgebaut worden war. Über 300 Exponate, meist Leihgaben aus italienischen Museen, wurden in Themenräumen präsentiert und stellten die römische Geschichte bis zur Zeit des Augustus dar. Im Römermuseum „marschierten“ 15.000 Playmobil-Römersoldaten durch die Ausstellung. Besondere Aufmerksamkeit fand eine Fotomontage über das wahrscheinliche Aussehen des Varus, das auf der Basis eines Porträts auf einer Münze durch das Landeskriminalamt in Düsseldorf angefertigt worden war. Mittels Computeranimation wurden auch die Lager in Waldgirmes und Haltern in bewegten Bildern nachgestellt.

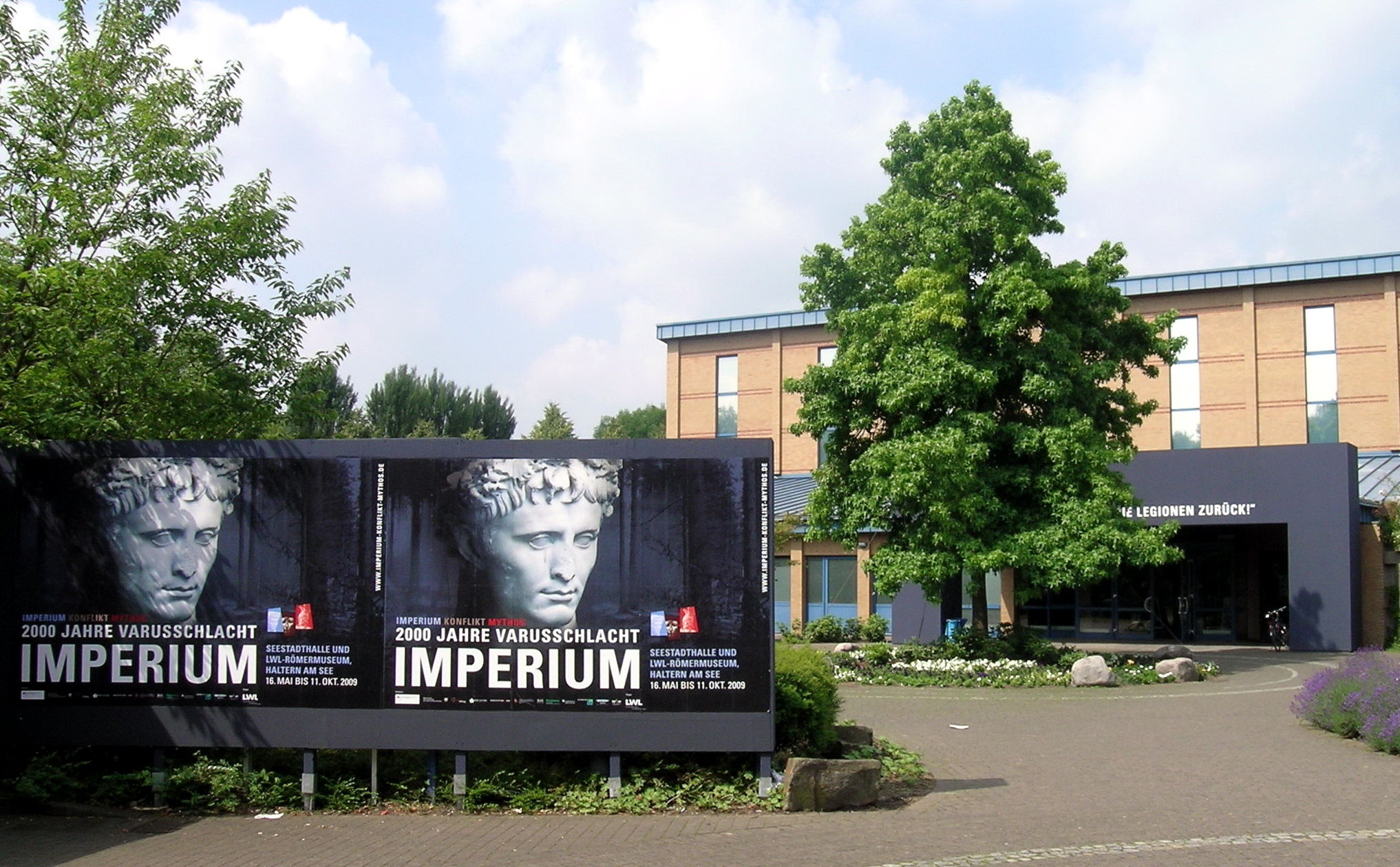
Seestadthalle
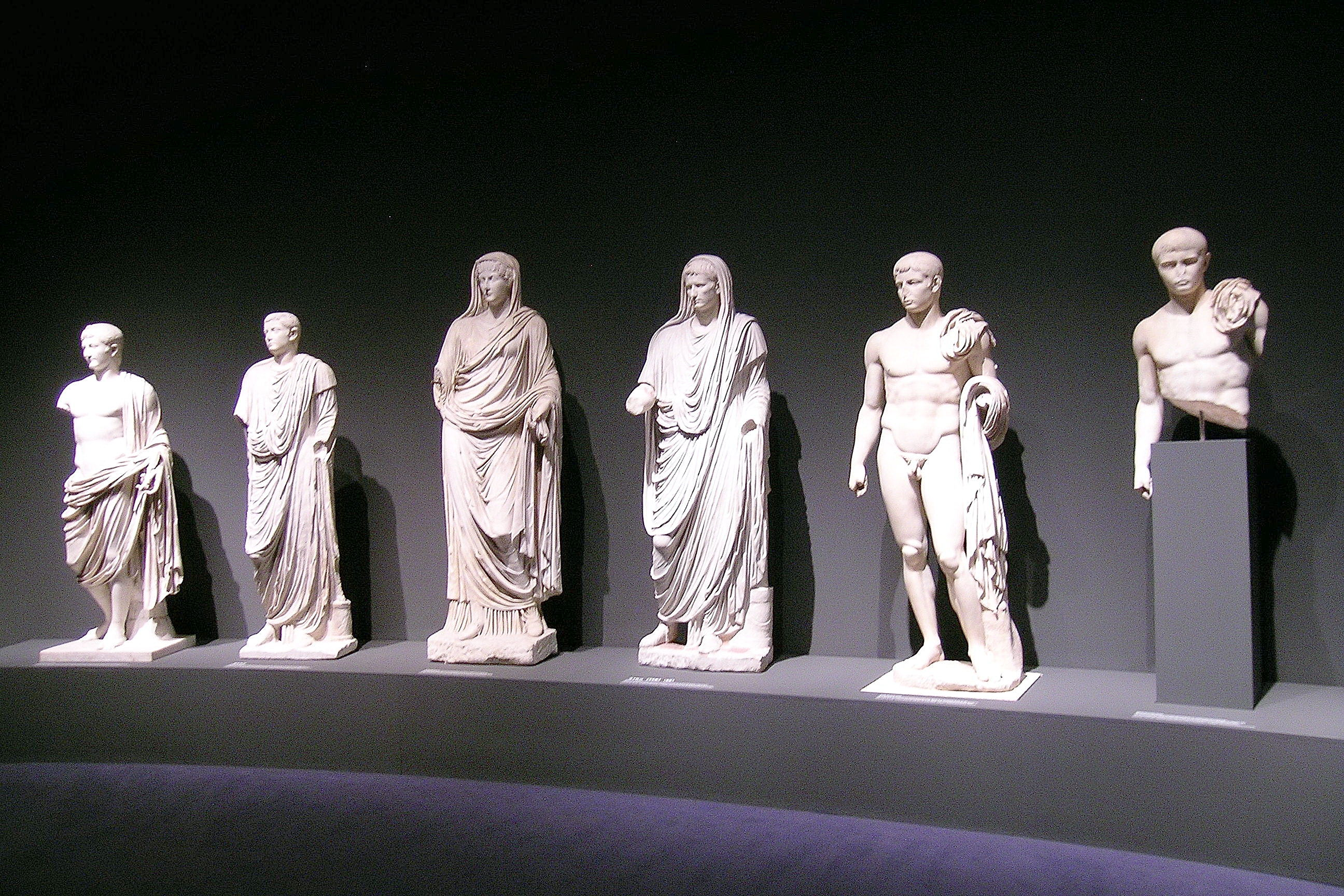
Familie des Augustus
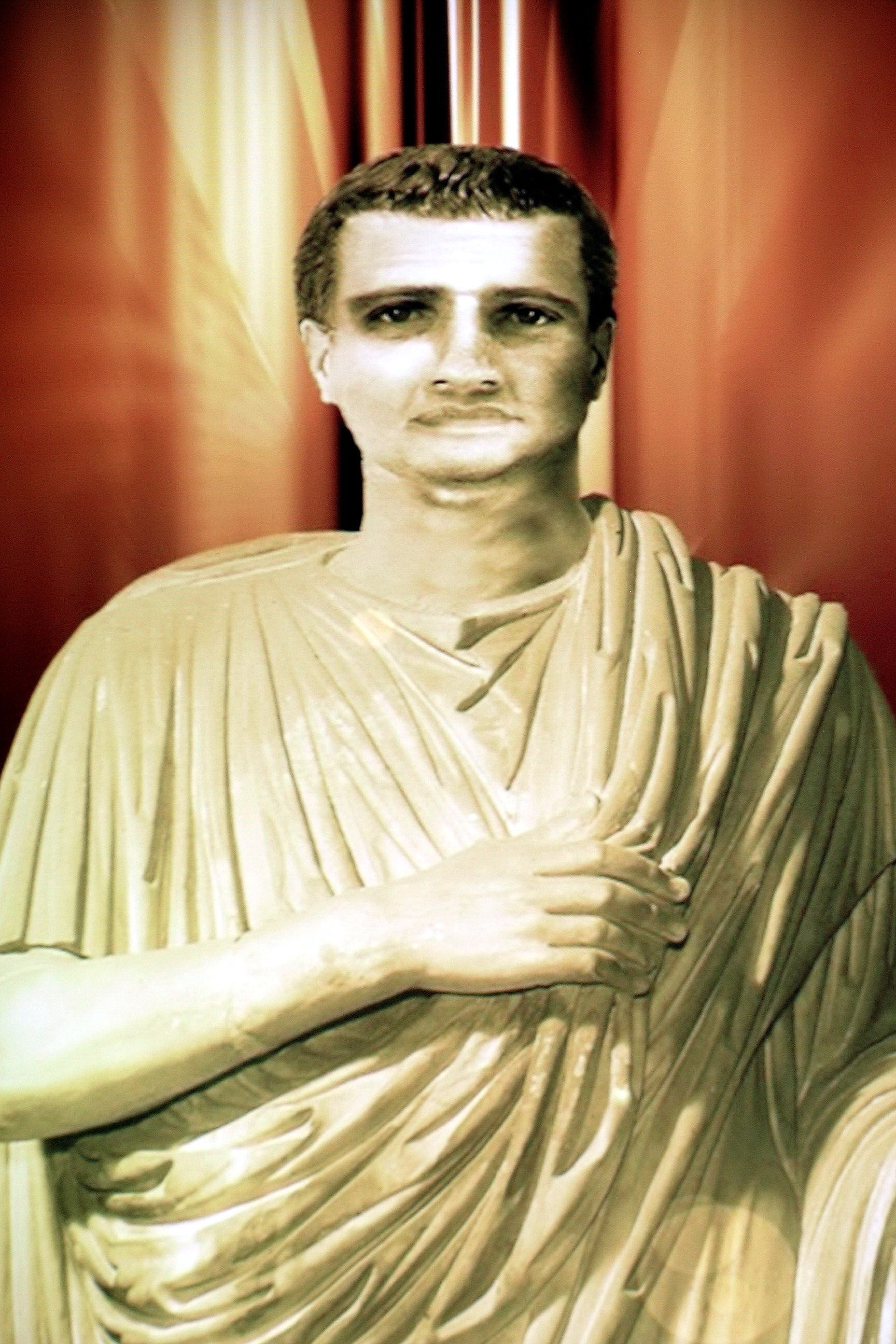
Varus-Phantombild